# Mogersdorf
Mogersdorf (em prekmuro Moudinci, Magdinci, em esloveno Modinci, em húngaro Nagyfalva) é um município da Áustria localizado no distrito de Jennersdorf, no estado de Burgenland.